# Marc Ruchet

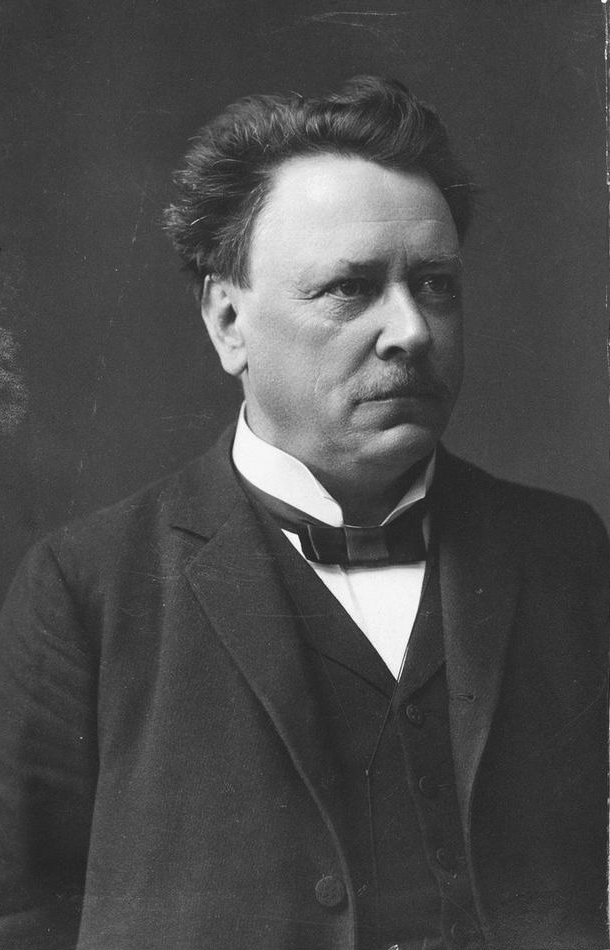
Marc Ruchet (ca. 1900)

Marc-Émile Ruchet (überwiegend Marc Ruchet genannt; * 14. September 1853 in Saint-Saphorin-sur-Morges; † 13. Juli 1912 in Bern; heimatberechtigt in Bex) war ein Schweizer Politiker (FDP). Von 1882 bis 1893 gehörte er dem Grossen Rat des Kantons Waadt an, danach bis 1899 dem Waadtländer Staatsrat. Zweimal vertrat er diesen Kanton im Ständerat, von 1887 bis 1893 und wieder von 1896 bis 1899. Im Dezember 1899 wurde Ruchet in den Bundesrat gewählt, dem er bis kurz vor seinem Tod angehörte. In den Jahren 1905 und 1911 war er Bundespräsident.

## Biografie

### Studium und Beruf
Er war der Sohn des Lehrers Charles Ruchet und von Lina Bäurlin. Nachdem der Vater 1861 eine Stelle bei der Waadtländer Kantonalbank angetreten hatte, zog die Familie nach Lausanne um. Marc Ruchet besuchte dort das humanistische Gymnasium. Anschliessend studierte er Rechtswissenschaft an der Lausanner Akademie, wo er der linksliberalen Studentenverbindung Helvetia beitrat. Ebenso war er Mitglied der Freimaurerloge La Liberté. Er schloss 1875 mit dem Lizenziat ab, worauf ein Auslandaufenthalt in Heidelberg folgte. Bei Louis Ruchonnet absolvierte er zusammen mit Eugène Ruffy ein Praktikum, ehe er 1878 das Anwaltspatent erwarb und Teilhaber von Ruchonnets Kanzlei wurde. Nachdem Ruchonnet 1881 zum Bundesrat gewählt worden war, übernahm er die Kanzlei. Verheiratet war er mit der Malerin Anna-Rosa Hartmann. In der Schweizer Armee war er Oberstleutnant der Militärjustiz.

### Kantons- und Bundespolitik
Ruchets politische Laufbahn begann 1882 mit der Wahl in den Grossen Rat des Kantons Waadt. Er war 1887 dessen Präsident und gehörte diesem bis 1893 an. Ebenfalls 1887 wählte ihn der Grosse Rat erstmals zu einem Vertreter der Waadt im Ständerat. Nach einem vorübergehenden Rücktritt im Jahr 1893 vertrat er seinen Kanton im Ständerat erneut von 1896 bis 1899. Als Staatsrat war er von 1894 bis 1899 Mitglied der Waadtländer Kantonsregierung, während dieser Zeit stand er der Erziehungs- und Kirchendirektion vor. Er war in die Einführung des kostenlosen Kindergartens involviert, förderte Bibliotheken und Museen und erarbeitete ein Denkmalschutzgesetz, das später anderen Kantonen und Staaten als Modell diente. Von Amts wegen sass er von 1886 bis 1888 im Verwaltungsrat der Eisenbahngesellschaft Suisse-Occidentale–Simplon und von 1890 bis 1899 in jenem der Jura-Simplon-Bahn. Ebenso gehörte er dem Verwaltungsrat der Waadtländer Kantonalbank und dem Vorstand des Waadtländer Industrie- und Handelsvereins an.
Auf Ende 1899 wurden zwei Sitze im Bundesrat frei, nachdem sowohl Adrien Lachenal als auch Eugène Ruffy ihren Rücktritt erklärt hatten. Während die Wahl von Robert Comtesse zum Nachfolger Lachenals weitgehend unbestritten war, galt zunächst der Genfer Gustave Ador als aussichtsreichster Kandidat für die Nachfolge von Ruffy. Ador verzichtete jedoch auf eine Kandidatur. Die Waadtländer Radikalen einigten sich rasch auf Ruchet, die Bestätigung der Kandidatur durch die FDP-Fraktion war reine Formsache. Am 14. Dezember 1899 fand die Ersatzwahl durch die Bundesversammlung statt. Ruchet erhielt im ersten Wahlgang 124 von 167 gültigen Stimmen, auf verschiedene andere Personen entfielen 43 Stimmen. Das Bündner Tagblatt kommentierte, er sei ein Verlegenheitskandidat gewesen, der über die Grenzen seines Heimatkantons kaum bekannt sei.

### Bundesrat
Von kurzen Unterbrechungen abgesehen, führte Ruchet von 1900 bis 1903, von 1906 bis 1910 sowie 1912 überwiegend das Departement des Innern. Im Jahr 1904 vertrat er Comtesse vorübergehend im Finanz- und Zolldepartement. Als Bundespräsident leitete er in den Jahren 1905 und 1911, den damaligen Gepflogenheiten entsprechend, jeweils das Politische Departement und war somit Aussenminister.
Während der Amtszeit Ruchets traten wichtige gesetzliche Neuerungen in Kraft. Das im Jahr 1902 revidierte Forstpolizeigesetz schrieb im ganzen Land den Erhalt des Waldbestandes vor. Mit diesem Gesetz, das europaweit als vorbildlich galt, sollten die Landschaften vor der zunehmenden Verstädterung geschützt und als Folge davon die nationale Identität der Schweiz bewahrt werden. 1905 übernahm Ruchet das Patronat der neu gegründeten Organisation Schweizer Heimatschutz, darüber hinaus erreichte er eine Erhöhung der Kultursubventionen. Als Waadtländer Staatsrat hatte er sich noch gegen die finanzielle Unterstützung der Primarschulen durch den Bund gewehrt, weil er dies als Einmischung in die Kompetenz der Kantone betrachtet hatte. Als Bundesrat änderte er seine Haltung und konnte die Stimmberechtigten von der Notwendigkeit der Vorlage überzeugen, die am 23. November 1902 mit 76,3 % der Stimmen angenommen wurde.
Am 5. Juli 1908 musste Ruchet eine Abstimmungsniederlage hinnehmen, als das Volk mit 63,5 % einer Initiative zustimmte, die ein Absinthverbot verlangte. Dies erschien widersprüchlich, zumal sechs Jahre zuvor die Einschränkung des freien Alkoholverkaufs noch abgelehnt worden war. Ruchet hätte es ohnehin vorgezogen, ein Verbot über das Lebensmittelgesetz zu regeln anstatt auf Verfassungsstufe. Er setzte jedoch den Volkswillen um und liess ein Ausführungsgesetz ausarbeiten, das im Oktober 1910 in Kraft trat. Im selben Jahr wollte Ruchet angesichts des zunehmenden Automobilverkehrs dem Bund die Kompetenz übertragen, Regeln zur Verkehrssicherheit zu erlassen, doch die Zuständigkeit blieb bis in die 1930er Jahre bei den Kantonen.
In seinen Amtsjahren als Bundespräsident und Aussenminister konnte Ruchet keine besonderen Akzente setzen. Dies entsprach aber durchaus der damals üblichen Praxis, da die Schweizer Aussenpolitik sich weitgehend auf die Pflege von Handelsbeziehungen beschränkte. Er selbst befürwortete ein Ende des Rotationsprinzips, doch die Zeit war noch nicht reif dafür. In sein erstes Präsidialjahr fielen der Durchstich des Simplontunnels sowie die Eröffnung von Gesandtschaften in Sankt Petersburg und Tokio. Nach dem Tod seiner Ehefrau im November 1909 litt Ruchet zunehmend an gesundheitlichen Problemen und musste mehrmals seine Amtstätigkeit unterbrechen. Am 9. Juli 1912 gab er seinen Rücktritt bekannt, vier Tage später verstarb er im Alter von 58 Jahren.